# 忠义镇
忠义镇，是中华人民共和国四川省资阳市雁江区曾经下辖的一个镇。2019年12月，撤销忠义镇，将原忠义镇云台村、元坝村、平岗村、松林村、高坝村11至15组所属行政区域划归南津镇管辖，原忠义镇忠义场社区、石柱村、天明村、长沙村、苌弘村、敲钟村、访弘村、幸福村、高洞村、高坝村1至10组所属行政区域划归丰裕镇管辖。

## 行政区划
忠义镇撤销前下辖以下地区：
忠义场社区、云台村、元坝村、松林村、平岗村、长沙村、高洞村、访弘村、幸福村、敲钟村、天明村、高坝村、石柱村和苌弘村。